# 137
Năm 137 là một năm trong lịch Julius. 